# Crocidura floweri
Crocidura floweri är en däggdjursart som beskrevs av Guy Dollman 1915. Crocidura floweri ingår i släktet Crocidura och familjen näbbmöss. IUCN kategoriserar arten globalt som otillräckligt studerad. Inga underarter finns listade i Catalogue of Life.
Denna näbbmus förekommer i norra Egypten i Nildeltat. Kanske har arten en större utbredning men för att utreda frågan behövs fler studier. Crocidura floweri har anpassad sig till regionens kulturlandskap.